# Oi Oi Oi
『Oi Oi Oi』（オイオイオイ）は、COBRAのアルバム。

## 内容
ポニーキャニオン移籍第2弾でLAUGHIN' NOSEのPON加入後のアルバム。本作より、解散まで月光恵亮がプロデュースを担当。「TOKIO RIOT」は後に、PONとYOSU-KOのユニットCOW COWがセルフカバーするが、制作クレジットは「作詞：PON 作曲：YOSU-KO」となっている。
本作で、シングル・アルバムを通じて初のオリコンチャートトップ10入りを果たし、最大のヒット作となった。

## 収録曲
全曲　作詞・作曲・編曲：COBRA
1. TOKIO RIOT
2. C'mon in Oi
3. 若さとギャランディー
4. LAW THE JUNGLE
5. 14-Fine
6. Oi Oi Oi
7. RUSTY KNIFE
8. あの娘はエイリアン
9. トゥーリア
10. NEVER GIVE UP
11. JIMMY DEAN
12. WE ARE THE CHAMPION